# Platy, Imathia
Platy  este un oraș în Grecia în prefectura Imathia.